# Selección de críquet de Perú
La selección nacional de críquet de Perú es el equipo representante del país en las disciplinas realizadas por el máximo organismo de este deporte, International Cricket Council.
En el 2008 empezó a jugar en el ICC Americas Champioship desde la División 3, quedando en cuarto lugar en ese año y el 2009, volviendo a participar desde el torneo del 2011.
Además, ha participado en los torneos sudamericanos de 1995 (1.ª edición), 2000(4.ª edición), 2004 (6.ª edición), 2007 (7.ª edición) y 2009 (8.ª edición).

## Palmarés

### Selección Sub-13

#### Torneos oficiales
- Campeonato Sudamericano (1): 2013.[1]